# Anton Waldorpstraat
De Anton Waldorpstraat is een straat in Amsterdam Nieuw-West, Overtoomse Veld.

## Ligging
De straat werd 23 oktober 1957 vernoemd naar kunstschilder Antonie Waldorp. De bebouwing van de straat ligt ingeklemd tussen de Rijksweg 10 (de ringweg Amsterdam) en de Derkinderenstraat. De straat heeft in de Anton Waldorpbrug een loop- en fietsverbinding met het nabijgelegen Rembrandtpark. Het is in wezen een tunnel onder de Rijksweg 10. De straat werd bebouwd door woningbouwvereniging Zomers Buiten, die daartoe de architecten Adolph Eibink en J. Brouwer heeft ingeschakeld. De U-vormige bebouwing bevindt zich rondom een plantsoen. Eibink kwam hier in 1960 zelf nog langs om foto’s te maken. De opening van de U wordt afgeschermd door een flat die in eerste instantie ook het adres Anton Waldorpstraat kreeg, maar later hernoemd werd naar Marius Bauerstraat 23-107, omdat alle ingangen van die flat aan die straat gelegen zijn. Bij een herinrichting verderop in de straat medio jaren negentig waren de huisnummers vanaf 23 nodig in verband met nieuwbouw en werd dit stukje van de straat hernoemd tot Marius Bauerplantsoen. Alle flats zijn inmiddels een of meerdere keren gerenoveerd.
Het hele complex bestaat uit 2 x 2 blokken portiekwoningen aan de Anton Waldorpstraat en Charles Leickertstraat , 2 x hoogbouwblok
aan Anton Waldorpstraat en Marius Bauerplantsoen (oorspronkelijk Marius Bauerstraat). Tevens is er een los blokje van 5 garageboxen aan het Marius Bauerplantsoen (oorspronkelijk Marius Bauerstraat).

## Hoogbouw
De bodem van de U ligt aan de zuidkant en wordt gevormd door een flat van acht bouwlagen. Het is een combinatie van een portiek- en galerijflat. De onderste verdieping bevat bergingen etc., daarboven liggen de portiekflats verdeeld over vier etages. Deze portiekwoningen hebben balkons aan voor- en achterzijde. Daarboven liggen drie etages met galerijwoningen, die slechts één balkon aan de zuidkant hebben. De huisnummers daarvan zijn 1 tot en met 43. De flat heeft meerdere trappenhuizen. Opvallend aan de voorzijde van de flat zijn de doorlopende raampartijen boven de toegangen tot de portiekflats. Aan de achterkant is noemenswaardige de dragende constructies van de balkon, zij steunen op betonnen pilaren. Oorspronkelijk waren de flats uitgerust met vuilstortkokers, in de hoogbouw gesitueerd aan de galerij en bij de portiekwoning op het privébalkon van de keuken. Sinds medio jaren negentig zijn deze niet meer in gebruik maar nog wel fysiek aanwezig.

## Laagbouw
De zijkanten van de U worden gevormd door twee portiekflats met minder bouwlagen. De westelijke flat van vier bouwlagen heeft voor het woongedeelte van drie etage de toegangen aan de Anton Waldorpstraat. De winkels die op de begane grond zijn bereikbaar via de Derkinderenstraat. De oostelijke flat heeft vijf bouwlagen, de begane grond herbergt bergingen/garageboxen etc. Daarop liggen de vier etages met portiekflats. Alle ingangen liggen aan de westkant. Direct ten oosten van deze flat ligt de Rijksweg 10. Direct na de opening van het weggedeelte daarvan regende het klachten over geluidsoverlast en stank van uitlaatgassen. Bewoners moesten nog jaren wachten op geluidsschermen.

## Kerk
Een opvallende verschijning tussen al die flats is een relatief kleine kerk, de Immanuëlkerk ontworpen door B.B. Westerhuis. Hij ontwierp (ten opzichte van Eibink) meer in een traditionelere stijl, die tekenen vertoonde van de Amsterdamse School en nieuwe bouwen. De kerk laat een afwisseling zien van baksteen en beton, dat hier een olijfgroene kleur heeft. Opvallend aan de kerk zijn de raampartijen. De kerk was in eerste instantie voor de Vrije Evengelische Gemeente, doch die verliet het pand in 2005, waarna de Chinese Evangelische Christelijke Kerk het gebouw in gebruik nam (gegevens 2018). De kerk had origineel wel klokken in de klokkenstoel, maar deze zijn vermoedelijk sinds 2005 niet meer aanwezig.

## Afbeeldingen

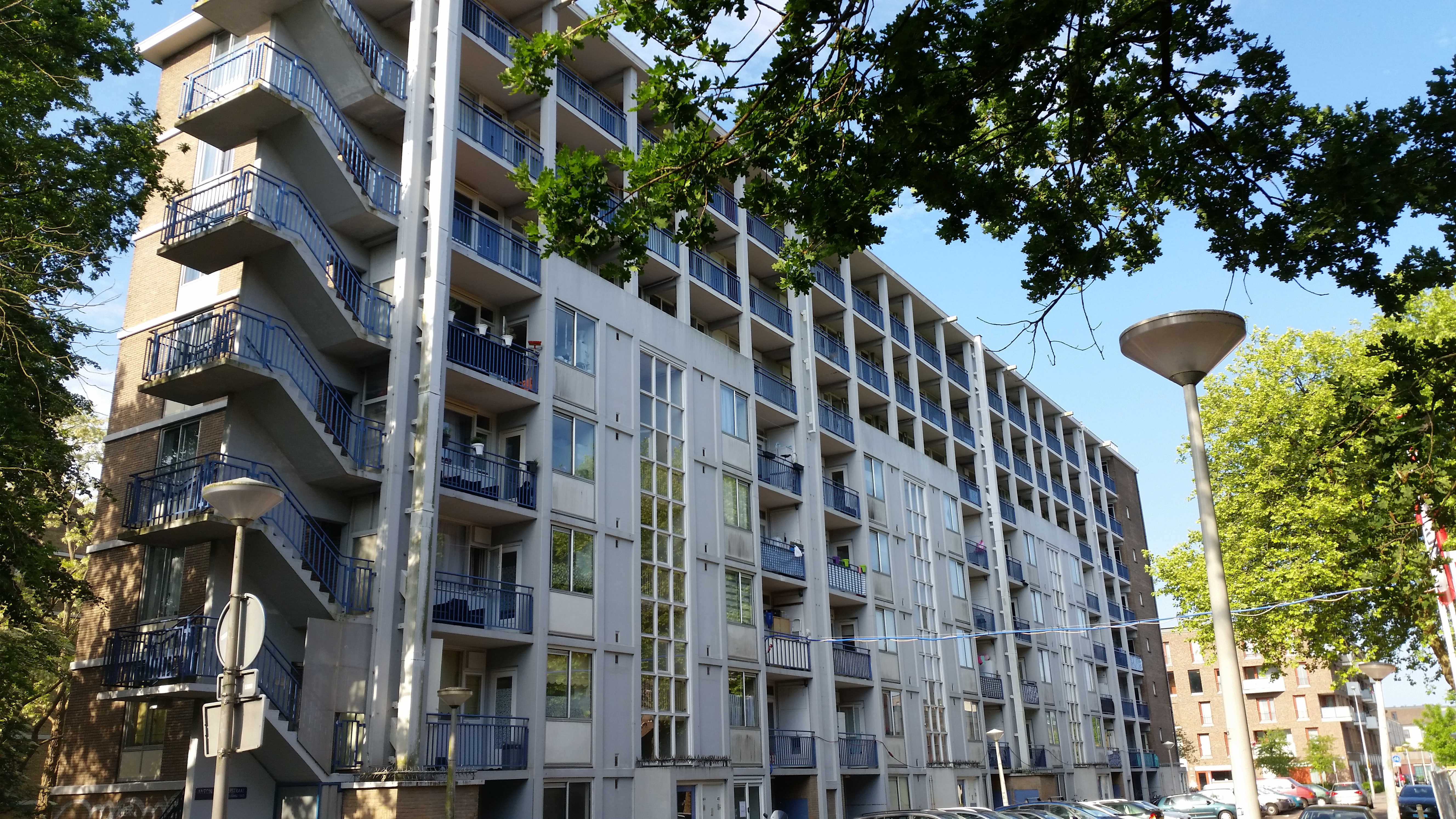
Hoogbouw (mei 2018)
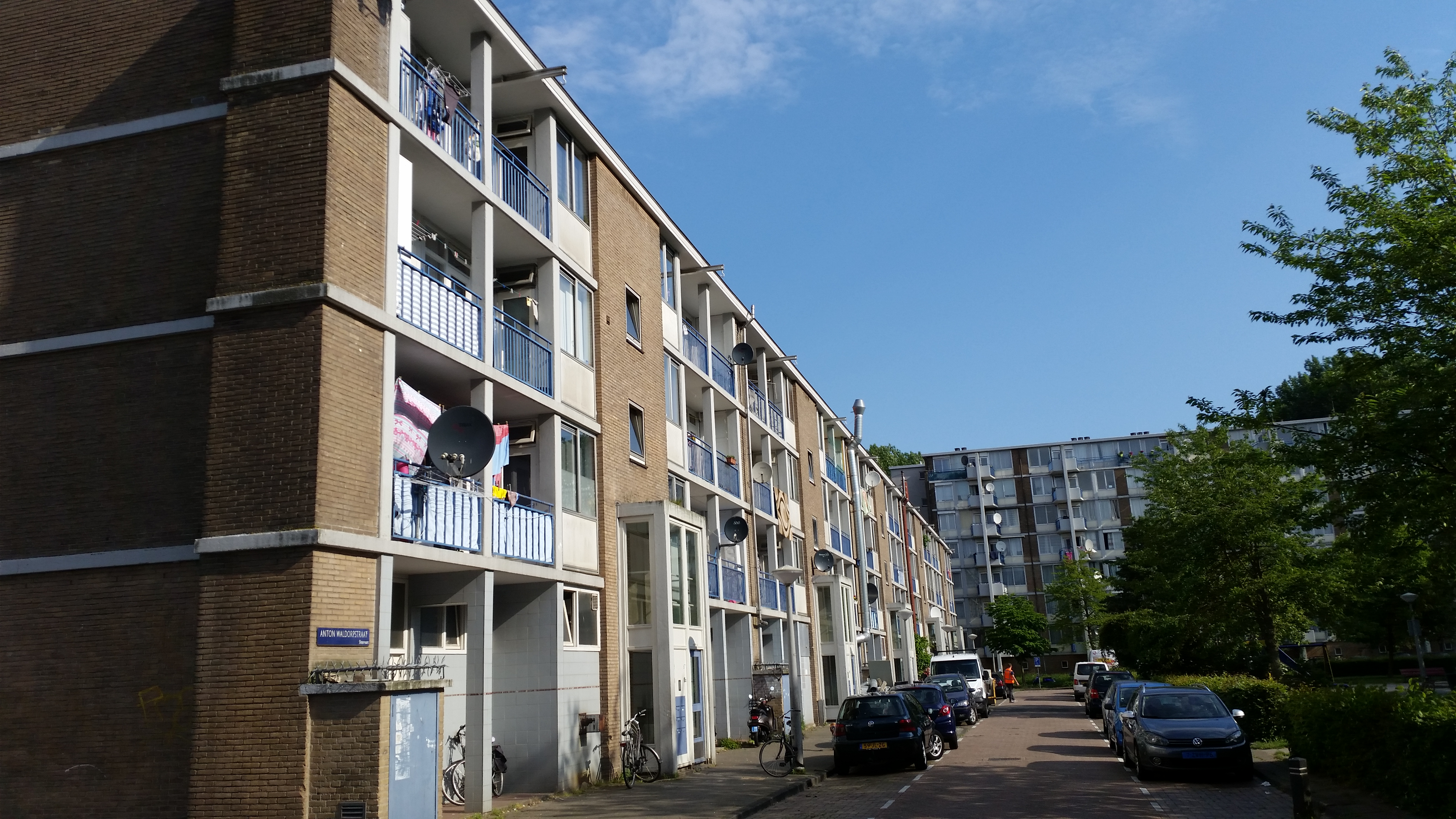
Laagbouw aan de westkant (mei 2018)
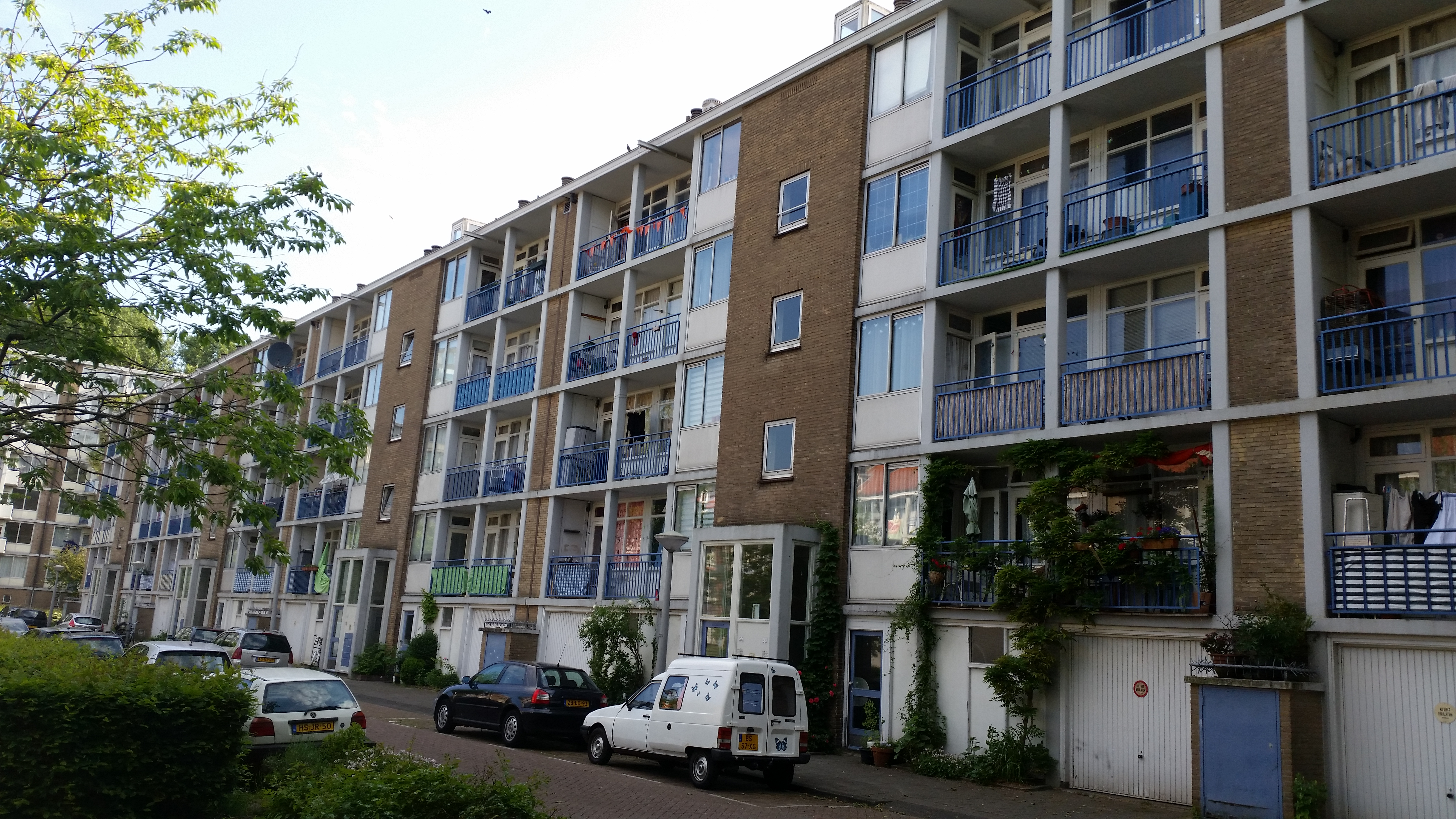
Laagbouw aan de oostkant (mei 2018)
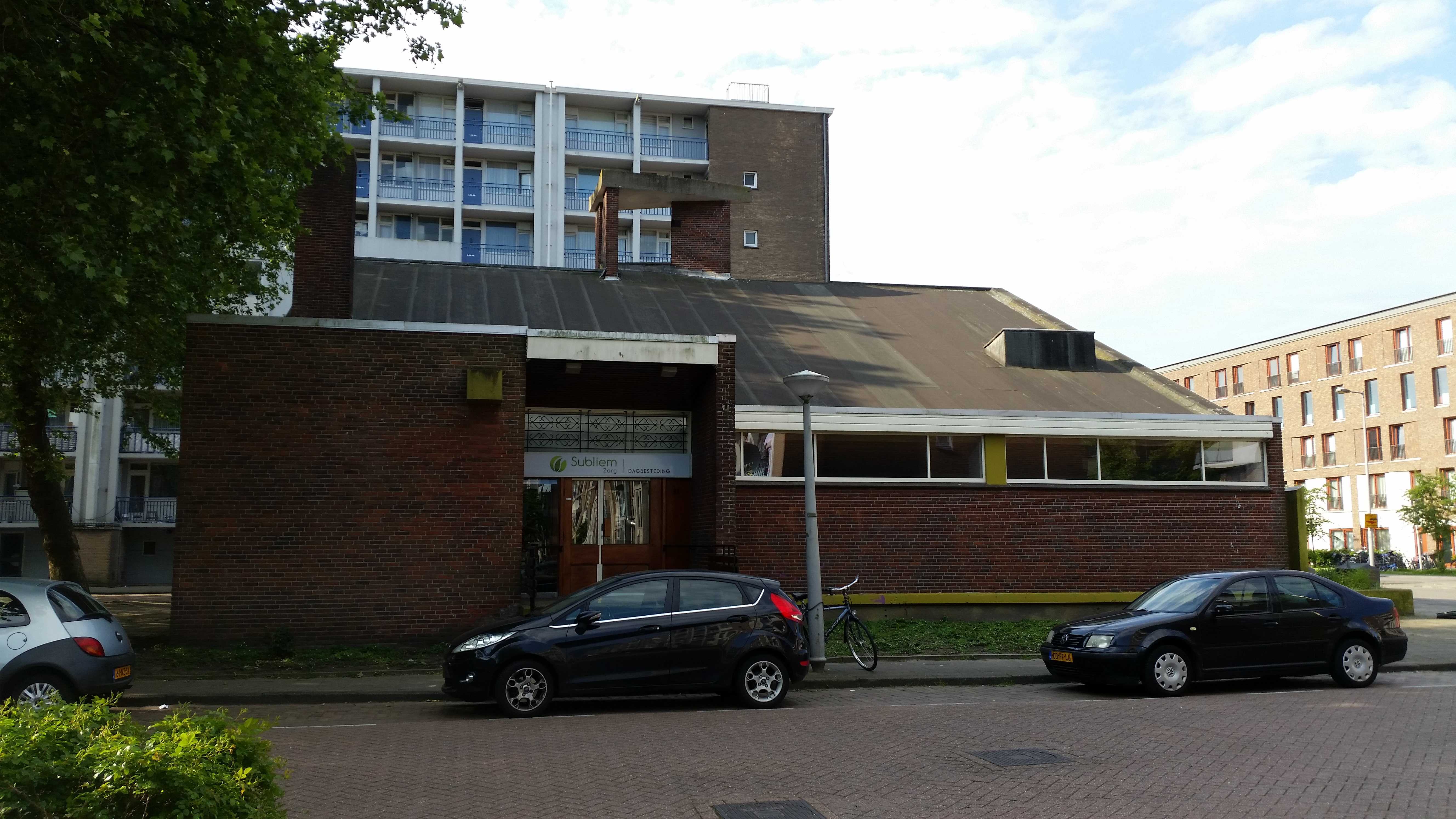
Immanuëlkerk (mei 2018)